# Goat Simulator
Goat Simulator è un videogioco di simulazione in terza persona sviluppato nel 2014 da Coffee Stain Studios utilizzando il motore grafico Unreal Engine 3.
Distribuito tramite Steam il 1º aprile 2014, il videogioco è una deliberata parodia del genere "Simulation", di cui fanno parte titoli come Euro Truck Simulator. Originariamente disponibile per Microsoft Windows, il videogioco è stato successivamente convertito per macOS, Linux, iOS, Android, Xbox One, Xbox 360, PlayStation 3, PlayStation 4 e Nintendo Switch.

## Modalità di gioco
Goat Simulator è un open world in cui il giocatore controlla una capra all'interno di un sobborgo. L'animale può effettuare numerose azioni incluse saltare, correre e belare. Utilizzando la lingua la capra è inoltre in grado di attaccare e trascinare diversi oggetti presenti nel gioco.
Il videogioco contiene numerose missioni opzionali. È inoltre presente un sistema di punteggi basato su Tony Hawk's Skateboarding e una modalità multigiocatore. L'espansione Goat MMO Simulator trasforma il videogioco in una parodia dei MMO come World of Warcraft.

## Accoglienza
Il videogioco ha ottenuto popolarità tramite YouTube, in particolare per la presenza di numerosi glitch ed easter egg.
Su Metacritic, la critica ha assegnato al gioco un Metascore di 62 su 100, mentre gli utenti hanno assegnato un voto di 6.6 su 10.
Nel giugno 2022 è stato annunciato un sequel dal titolo Goat Simulator 3, il cui trailer è ispirato a quello di annuncio, nel 2014, di Dead Island 2.